# Anomala excolens
Anomala excolens är en skalbaggsart som beskrevs av Ohaus 1916. Anomala excolens ingår i släktet Anomala och familjen Rutelidae. Inga underarter finns listade i Catalogue of Life.